# رود جالت
رود جالت (بالإنجليزية: Rod Galt)‏ هو لاعب كرة قدم أسترالية وشخصية أعمال أسترالي، ولد في 9 أكتوبر 1951، وتوفي في 9 أبريل 2019 في Southport, Queensland ‏ في أستراليا بسبب أمراض دماغية وعائية.

## وصلات خارجية
- رود جالت على موقع AustralianFootball.com (الإنجليزية)
- رود جالت على موقع AFLtables.com (الإنجليزية)